# BIGYUKI
BIGYUKI（ビッグユキ、平野雅之[ひらの・まさゆき]）は、キーボーディスト、作曲家、編曲家。

## 来歴
6歳でピアノを始め、クラシックを学ぶ。
高校卒業後渡米し、名門バークリー音楽大学へ入学。
以降ボストンのセッション・プレイヤーとして活動。
その後ニューヨークに活動の場を移し、以降タリブ・クウェリやビラルのバンドに在籍。
2015年にアメリカの『JAZZ TIMES』誌（Madavor Media）が行った読者投票の〈ベスト・シンセサイザー奏者〉部門では、ハービー・ハンコック、チック・コリア、ロバート・グラスパーに次いで4位を獲得した。
2016年に発売となったア・トライブ・コールド・クエストの18年ぶり新作『We Got It from Here... Thank You 4 Your Service』に8曲演奏で参加、1曲楽曲を提供している。

## ディスコグラフィ

### 自己名義アルバム
- グリーク・ファイアー - Greek Fire (Universal) 2016年
- リーチング・フォー・ケイローン - Reaching For Chiron (Universal) 2017年
- 2099 - EP (Universal) 2020年
- Neon Chapter (Universal) 2021年

### 配信限定シングル
| 発売日        | タイトル                          |
| ------------- | --------------------------------- |
| 2017年10月4日 | Eclipse (feat. クリス・ターナー)  |
| 2020年9月23日 | City Creatures / U-zhaan×BIGYUKI  |
| 2022年6月8日  | Sunday Kitchen / U-zhaan, BIGYUKI |
| 2023年6月21日 | Resurrection / U-zhaan, BIGYUKI   |

### 他のアーティストへの提供曲
- ア・トライブ・コールド・クエストのアルバム, 「Melatonin」We Got It from Here... Thank You 4 Your Service収録 2016年
- ベン・ウィリアムスのアルバム, 「Voice Of Freedom (For Mandela)」Coming Of Age収録 2015年

### 参加曲
- ア・トライブ・コールド・クエスト『We Got It from Here... Thank You 4 Your Service』(2016) - Keyboards (tracks: 1, 4, 6, 8, 11, 16)
- J・コール 『4 Your Eyez Only』(2016) - piano, rhodes, organ (track: 10)
- TVアニメ『血界戦線』オリジナル・サウンドトラック (2015) -  Co-Producer, Arrange, Keys, Synth bass (disc2 : track 3, 14)
- Krussia『Live At The Breeding Ground Nyc』(2015) - Keyboards, Bass
- Krussia『Crash & Flow』(2015) - Keyboards, Bass (tracks: 1, 2, 3, 4, 5, 6)
- ベン・ウィリアムス『Coming Of Age』(2015) - Synth, Electric Piano (tracks: 4, 10)
- ポリトロニック 『LEX SADLER'S RHYTHM & STEALTH』(2015) - keyboards
- マーク・ジュリアナ（英語版）『My Life Starts Now』(2014) - Keyboards
- タリブ・クウェリ『P.O.C. Live!』(2014) - Keyboards
- The Baylor Project『More In Love』(2014) - Electric Piano, Keyboards
- Phyllisia Ross & Matt Vorzimer『Bitter Suite Love Sweet X Sade Remixes』(2013) - Synth(track: 2), Piano (track: 4),
- タリブ・クウェリ『Prisoner Of Conscious』(2013) - Keyboards (track: 9)
- Bilal『A Love Surreal』(2013) - Synth [Moog] (tracks: 11, 12)
- eCussionist『Aaliyah eTernal Remixes』(2012) - Keyboards (track: 1), Synth [Bass] (track: 4)
- Lippie『An Imaginary Truth』(2012) - Piano  (tracks: 2, 11)
- タリブ・クウェリ『Gutter Rainbows』(2011) - Keyboards  (track: 11)
- Bilal『Airtight’s Revenge』(2010) - Effects [Moog], Electric Piano [Moog], Keyboards, Synthesizer [Nord Lead] , (tracks: 1, 2, 4, 5, 8)
- Nikolay Moiseenko『Perfect World』(2007) - Keyboards [Keys], Organ